# Trigonidium (orquídea)
Trigonidium es un género con 25 especies de orquídeas epifitas. Es originario  de Sudamérica.

## Distribución
Trigonidium incluye alrededor de catorce especies epífitas, raramente rupícolas  que existen en la zona comprendida entre México, Perú y Brasil, con frecuencia creciendo a la sombra de los bosques húmedos de la Serra do Mar y el interior.

## Descripción
Trigonidium es un pariente muy cercano de Maxillaria, y pueden ser fácilmente confundidos cuando están sin flores. Tienen rizoma corto o largo. Las plantas son pequeñas o medianas, con pequeños pseudobulbos lateralmente comprimido, que se asemejan a las de  Mormolyca rufescens en algunas especies, o un Maxillaria cerifera  en otros, con una a tres hojas apicales.
Se caracteriza por sus flores solitarias, de largo tallo que nacen de la envoltura de los pseudobulbos con amplios sépalos unidos en la base, o al menos yuxtapuestos, formando una especie de cono o tubo de cáliz, que se extiende hasta el final  y pequeños pétalos y pequeños si se compara con los sépalos, e incluso el labio superior trilobulado.  Tienen cuatro polinias.
El cultivo de las plantas son muy fáciles, tiene mucha floración y algunas especies son muy fragantes. 

## Evolución, filogenia y taxonomía
Se propuso por John Lindley en Edwards's Botanical Register 23: t. 1923 ,  en 1837.  Trigonidium obtusum Lindley es la especie tipo  de este género.

## Etimología
El nombre del género es una referencia al triángulo formado por la posición de los sépalos de sus flores.

## Especies
| - Trigonidium acuminatum - Trigonidium amparoanum - Trigonidium aurorae - Trigonidium brachyglossum - Trigonidium callistele - Trigonidium christensonii - Trigonidium egertonianum' - Trigonidium equitans - Trigonidium grande - Trigonidium insigne - Trigonidium lankesteri - Trigonidium latifolium - Trigonidium loretoense | - Trigonidium macranthum - Trigonidium monophyllum - Trigonidium obtusum - Trigonidium peruvianum - Trigonidium ringens' - Trigonidium riopalenquense - Trigonidium seemannii - Trigonidium seemanni - Trigonidium spatulatum - Trigonidium subrepens' - Trigonidium tenue - Trigonidium turbinatum |